# Тејлор (Северна Дакота)
Тејлор (енгл. Taylor) град је у америчкој савезној држави Северна Дакота.

## Демографија
По попису из 2010. године број становника је 148, што је 2 (-1,3%) становника мање него 2000. године.
| Група             | 2000.        | 2010.       |
| Белци             | 150 (100,0%) | 146 (98,6%) |
| Афроамериканци    | 0 (0,0%)     | 0 (0,0%)    |
| Азијати           | 0 (0,0%)     | 0 (0,0%)    |
| Хиспаноамериканци | 0 (0,0%)     | 1 (0,7%)    |
| Укупно            | 150          | 148         |